# Stormflod

Schematisk bild av en stormflod.

Stormflod är ett högt vattenstånd som uppstår i samband med starka ihållande vindar. Det höga vattenståndet orsakas främst av de vattenmassor som vinden pressar mot kusterna men det kan förvärras av lågt lufttryck. De kraftigaste stormarna är oftast förknippade med djupa lågtryck.
Stormar på stora innanhav som Östersjön kan leda till högt vattenstånd i ena änden där vattenmassorna pressas mot kusterna medan vattenståndet sjunker i andra änden när vattenmassorna dras därifrån.
Ett exempel är prognosen för stormen den 14 november 2005 då sydvästliga vindar förutsågs ge högvatten på 80 cm i Bottenhavet medan Skånes sydkust skulle få 100 cm lågvatten.
En av de värsta stormfloderna i Östersjön var stormfloden 1872, då högvattnet vid Skåne, Danmark och Tyskland nådde runt tre meter över normalt vattenstånd.
Vid Nordsjöns kust har det i historien inträffat extrema katastrofer vid stormfloder. Här sänker sig landet gradvis (motsats till landhöjning) vilket gör att visst land efterhand kan hamna under havsnivån och man måste bygga högre och högre vallar. Under äldre tid, särskilt under medeltiden hände det att stormfloder bröt igenom fördämningarna och dränkte stora landområden, varvid kanske en halv miljon människor dränktes sammanlagt vid dessa händelser. Några av de största inträffade åren 1212, 1228, 1362, 1421, 1530 och 1634. En annan stormflod med katastrofal utgång var julstormfloden 1717. Eftersom marken vid Nordsjökusten är mycket bördig återvände folk till dessa områden varje gång. (Se Lista över stormfloder i Nordsjön)

## Stormflod vid tropiska cykloner
Mest förödande och farliga är de stormfloder som uppträder i samband med att det s.k ögat (ovädrets centrum) i en tropisk cyklon närmar sig land. För att det ska bildas någon stormflod att tala om krävs emellertid att ovädret är så intensivt att vindarna når orkanstyrka.
Det mycket låga lufttrycket i lågtryckets centrum i kombination med oerhört höga vindhastigheter (lägre lufttryck ger högre vindhastighet och därmed kraftigare oväder och även högre stormfloder) orsaker en jättelik "bubbla" på havsytan som orkanen driver framför sig. Ute på djupt vatten höjer sig "bubblan" inte så högt över havsytan. Men när ögat närmar sig land blir vattnet grundare och allt vatten som ovädret har drivit framför sig har ingenstans att ta vägen. Då naturen eftersträvar jämvikt blir följden att havsytan stiger, i extrema fall över 10 meter. Till det kommer de "vanliga" vindvågorna som driver in över land "över" stormfloden. Grunt vatten vid kusterna bidrar också till uppkomsten av riktigt svåra stormfloder i samband med tropiska cykloner. Särskilt allvarlig blir stormfloden om den inträffar samtidigt som det är högvatten (så kallad flod orsakad av tidvattnet).
Fenomenet påminner alltså om en tsunami även om det är fel att sätta likhetstecken mellan dessa fenomen - en tsunami orsakas av kraftiga jordbävningar eller vulkanutbrott till havs och har mer karaktären av en riktig våg eller snarare vägg av vatten som väller in över kusten. Det är ändå inte så konstigt att de drabbade av stormfloden i Mississippi och Alabama efter Orkanen Katrina kallade katastrofen för "vår" tsunami. Även en stormflod kan nämligen orsaka fruktansvärda materiella skador.
Även om vindhastigheten i en tropisk cyklon kan vara extremt hög, och som få byggnader kan stå emot, är det ändå stormfloden som brukar kräva flest dödsoffer. I det låglänta Bangladesh har stormfloder i samband med tropiska cykloner vid flera tillfällen dödat hundratusentals människor. Orkanen Katrina orsakade i slutet av augusti 2005 en upp till 10 meter hög stormflod som till stora delar fullständigt ödelade städerna och samhällena utmed Amerikanska gulfkusten öster om det översvämmade New Orleans.